# Häuser Schloss
Das Häuser Schloss, seltener auch Schloss Hausen genannt, ist eine ehemalige Burg bei Zellhausen, einem Ortsteil der Gemeinde Mainhausen im Landkreis Offenbach in Hessen.

## Geschichte

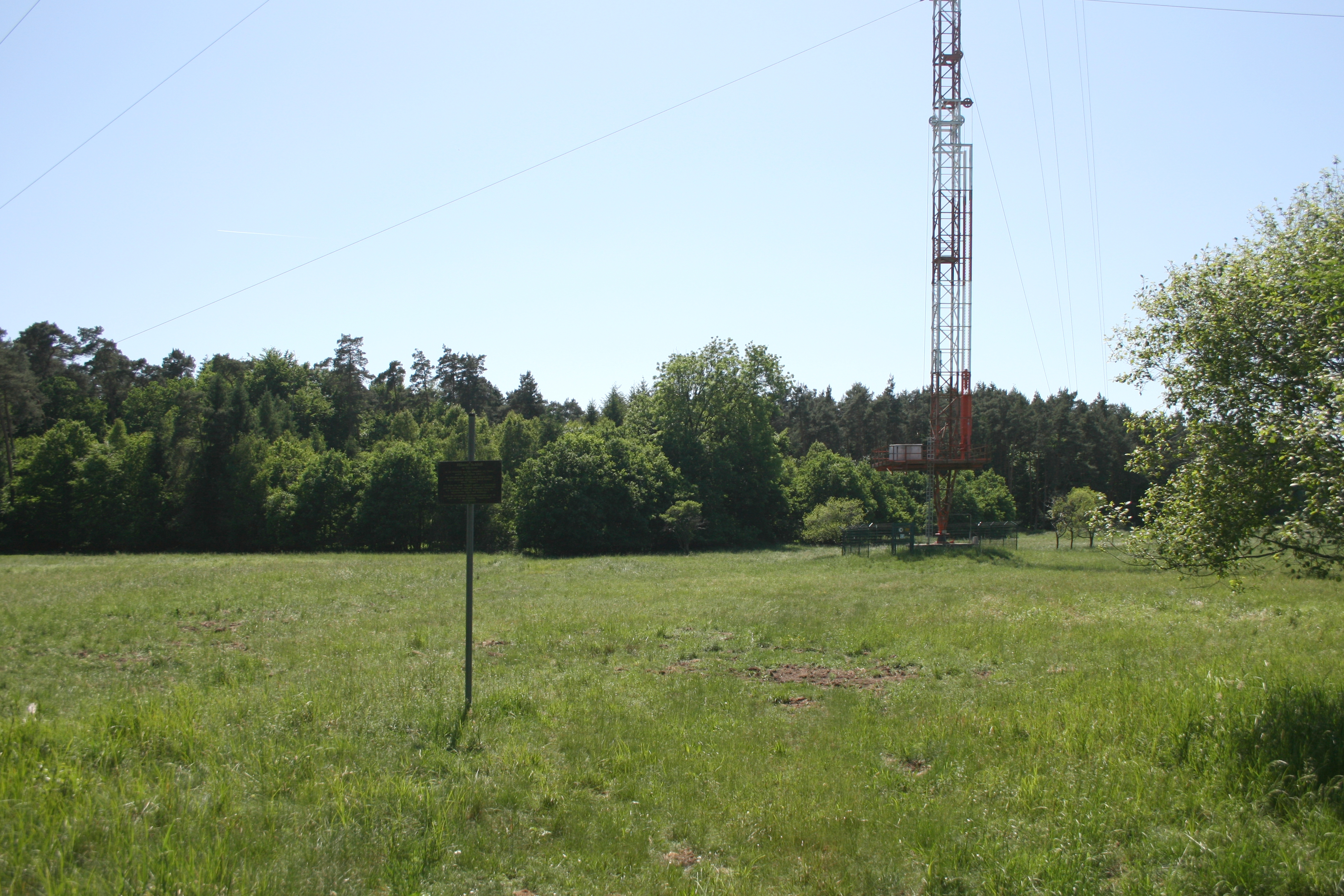
Blick auf die Waldlichtung mit der Wüstung Husen und dem Häuser Schloss bei Zellhausen. Der Burghügel befindet sich zwischen dem Hinweisschild und dem Sendemast in der Bildmitte am Waldrand und war 2012 vollständig überwachsen.

Über die Geschichte der Anlage ist so gut wie nichts bekannt. Eine Ortslegende berichtet, dass die Einwohner zusammen mit den Bewohnern des benachbarten Zellerhof oder der Wüstung Zell den neuen Ort Zellhausen gegründet hätten, nachdem beide Orte abgebrannt seien. Der Ort Husen wird erstmals 1238 erwähnt, Zellhausen erst 1329. Hausen ist aber später weiterhin urkundlich erwähnt, die dortigen Lehnsgüter wurden vom Hanauer Grafen an die Herren von Wasen vergeben.
Um 1400 wurden 7 Morgen Ackers uff Huserfelde, gelegen uff der Luychten der Kapelle in Zell zu eigen gegeben. Eine Urkunde aus dem Jahr 1405 beschreibt mehrere Güter an dem slosse (…) uff den Zinnen (…) uff dem Huserpade by dem Dorfe und vor dem steinern Dore. 1452 bekennt Peter von Wasen, dass er vom Grafen Philipp dem Älteren als Vormund des Grafen Philipp des Jüngeren als Burglehen für sich und seinen Bruder unter anderem 1 Pfund Gülte, halb zu Husen und halb zu Mainflingen und die Güter zu Husen  erhalten habe. Die gleichen, bereits 1452 genannten Lehen erhielt Heinrich von Wasen 1506 von Philipp III. von Hanau-Lichtenberg. Im Jahr 1600 erhielten Hans und Adolph von Wasen dasselbe von Graf Johann Reinhard I. Erst danach liegen keine Urkunden mehr vor.
1829 fanden kleinere Ausgrabungen statt, bei denen verschiedene Fundamente sowie ein Straßenpflaster dokumentiert wurden.

## Anlage
Die Reste von Schloss und Siedlung liegen in einem ausgedehnten Waldgebiet südöstlich von Zellhausen und nördlich des Seligenstädter Dreiecks. Die angrenzende Lichtung, auf der die Siedlung vermutet wird, wird heute von der Sendeantenne für Langwelle mit zwei Stahlfachwerkmasten eingenommen, die zu den Mainflinger Sendeanlagen gehört. Die Lichtung trägt den Flurnamen Am Häuser Schloss.
Einziger sichtbarer Baurest ist der Burghügel am südlichen Rand der Lichtung, der aber stark überwuchert und kaum zugänglich ist. Darauf befand sich vermutlich das einzige in Stein erbaute Gebäude oder der Turm der Turmhügelburg (Motte).